# Peter Laugesen - fire stemmer
|  | Denne artikel er oprettet af botten PalnaBot ud fra en ekstern database. Den kan derfor have sproglige fejl eller mangler. Denne skabelon kan fjernes efter kontrol af indholdet. |

Peter Laugesen - fire stemmer er en portrætfilm fra 2004 instrueret af Michael Schmidt.

## Handling
Filmen handler om kunstens sprog; Teater, billedkunst, lyrik og musik. Scenen er sat: Det er Laugesen, der på skift åbner for samtale med 4 gæster, 4 temperamenter, 4 satser om Sprog som handling, Sprog som lyd, Sprog som billede og Sprog som digt.